# Banovci (Veržej, Slovenija)
Banovci je naselje u slovenskoj Općini Veržeju. Banovci se nalazi u pokrajini Štajerskoj i statističkoj regiji Pomurju. 

## Stanovništvo
Prema popisu stanovništva iz 2002. godine naselje je imalo 192 stanovnika.